# Distretto di Barmer
Il distretto di Barmer è un distretto del Rajasthan, in India, di 1 963 758 abitanti. È situato nella divisione di Jodhpur e il suo capoluogo è Barmer.